# 托菲克·巴赫拉莫夫體育場
托菲克·巴赫拉莫夫體育場是一座位於亞塞拜然巴庫的綜合性體育場。它大多用於舉行足球賽事。它為亞塞拜然國家足球隊的主場和擁有31,200個座位使之成為全國最大的體育場。該體育場也被用於舉行亞塞拜然足球超級聯賽在最後幾輪的賽事以及供應亞塞拜然參加歐洲賽事使用。